# Karel Gruber
Karel Gruber (15. července 1927 Rapšach – 29. května 1954 Věznice Pankrác) byl český dělník a protikomunistický odbojář odsouzený v politickém procesu komunistickým režimem k trestu smrti a v roce 1954 popraven.

## Životopis
Narodil se v roce 1927 v Rapšachu do zemědělské rodiny. Měl nejméně jednu sestru. Jeho rodina se hlásila k německé národnosti, kvůli čemuž byl během druhé světové války v roce 1944 povolán k SS. Poté v jednotkách sloužil ve Spreenhagenu poblíž Berlína. Později byl přemístěn do Poznaně, kde bylo jeho úkolem bojovat proti jednotkám Rudé armády. Z armády se ovšem rozhodl dezertovat a byl jednotkami Rudé armády byl zajat. V březnu 1945 se stal členem 1. československého armádního sboru.

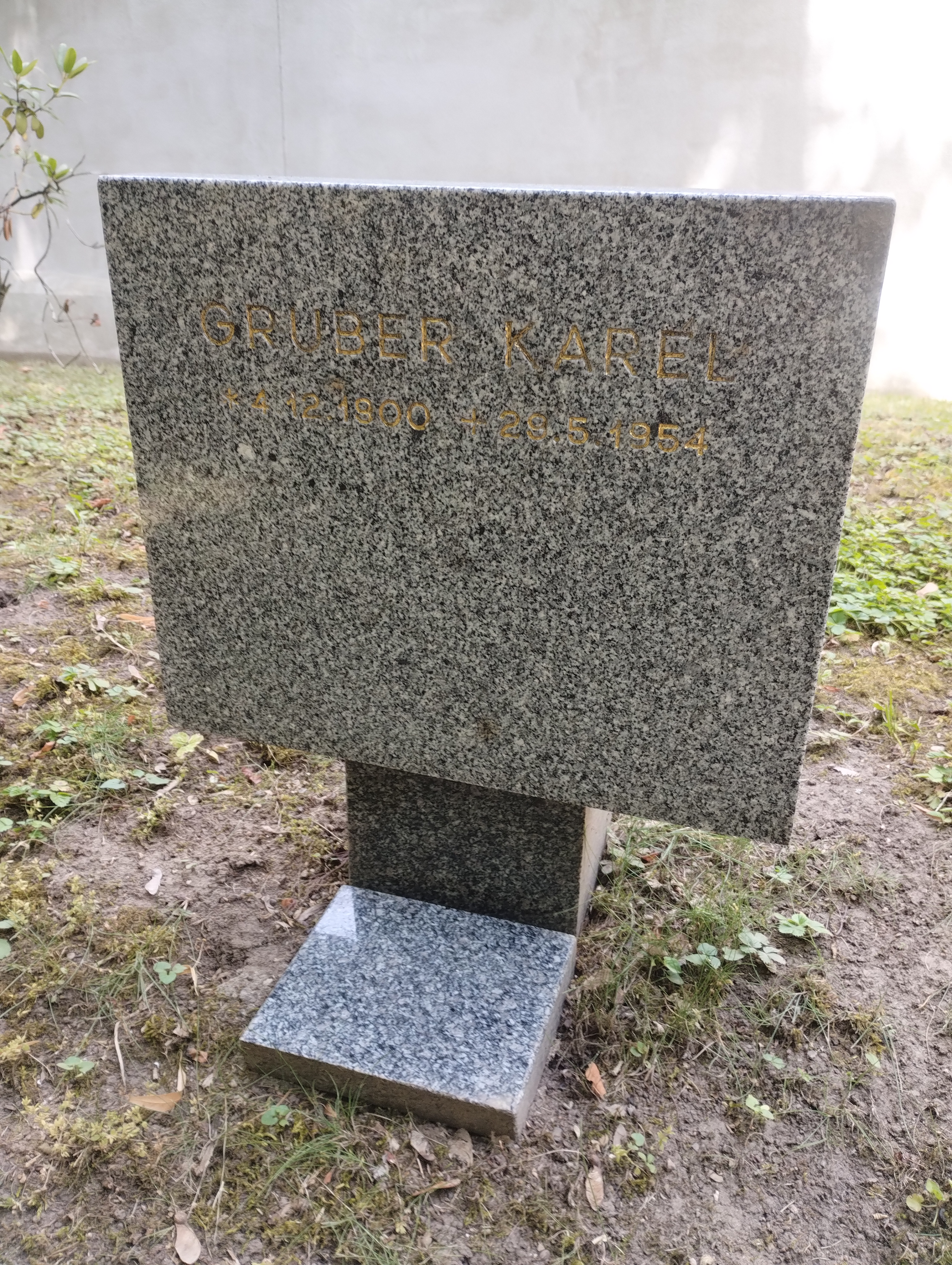
Symbolický náhrobek Karla Grubera na Čestném pohřebišti v Ďáblicích

Po konci války byl ovšem Gruber, pracující na tou dobou na dráze, vzhledem ke svému dřívějšímu členství v SS udán. Posléze byl v červnu 1945 zatčen a do prosince 1949 byl vězněn v Sovětském svazu. Prošel i několika pracovními tábory poblíž Kursku. Po svém propuštění z vězení odešel do Rakouska, kde byl ubytován u své tety. Nedlouho poté opakovaně nelegálně překročil hranici do Československa za účelem návštěvy svých přátel. Od října 1950 poté začal působit jako agent chodec, přičemž úzce spolupracoval s generálem Františkem Moravcem a CIA. Hranici měl překročit celkem více než třicetkrát. Postupem času se však se svými spolupracovníky dostal i do přestřelek s pohraniční stráží, přičemž při první z nich zemřel jeden z pohraničníků. Překračování hranice bylo vzhledem k její narůstající ochraně čím dál složitější a Gruber se tak rozhodl se svým působením přestat a odstěhoval se do Vídně. Tou dobou byla Gruberova rodina vyhnána z Rapšachu vzhledem k budování hraničního pásma kolem hranice s Německem a Rakouskem.

### Zatčení a odsouzení
V říjnu 1952 byl Gruber ve svém vídeňském bytě zatčen agenty Státní bezpečnosti. Poté byl odvezen do Prahy a následně do Českých Budějovic a podroben brutálním výslechům. V politickém procesu byl poté v dubnu 1954 odsouzen k trestu smrti. Popraven byl v květnu 1954.